# エルシド (競走馬)
エルシド(El Cid)とは、フランス生産のアングロアラブ系種の競走馬、種牡馬。フランスで競走生活を送り、引退後は日高軽種馬農業協同組合により輸入され日本で種牡馬として繋養されると、多数の活躍馬を送り出した。

## 概要
フランスで生産され、同国のアングロアラブ競馬で4歳までに19戦11勝、2着5回3着1回の戦績を収めた。重賞での勝ち鞍としてアングロアラブ・グランドナショナル、アラカド賞などがある。
引退後は日高軽種馬農業協同組合により日本に輸入されると、初年度産駒でアラブ王冠を制した快速馬ムツミマサルを、さらに2年目の産駒から南関東公営競馬でタイムラインのライバルとして活躍したスカレーを出した。翌年以降もホクトライデンやキンカイチフジなどを次々と送り出し、同時期に活躍した種牡馬であるセイユウやセンジユ、タガミホマレに比べると出走頭数は少なかったが、それでも1976年には中央・地方アングロアラブリーディング5位、AEI1.85という数字を残した。
1985年、腎不全により24歳で死去。この年も種牡馬として20頭の繁殖牝馬に交配されており、その中からは紫桐杯、兵庫大賞典など重賞通算9勝を挙げたビソウエルシドが出た。
軽種馬農協繋養の種牡馬としてセリ市場上場義務が課せられていたため、テスコボーイとともに同市場の発展に大いに貢献したとされ、その功績を讃え、同農協にはエルシドの銅像が建てられたという。また、その父系はスカレーとイナリトウザイの子キタノトウザイが種牡馬として大成功を収めたのを始め大いに繁栄した。

### 主な産駒
- ムツミマサル(アラブ王冠・種牡馬)[3]
- スカレー(アラブチャンピオン・アラブ王冠賞・種牡馬)[4]
- アーロン(種牡馬)[5]
- エルフオード(ヤングチャンピオン・種牡馬)[6]
- ニツソウエルシド(種牡馬)[7]
- ホクトライデン(全日本アラブ大賞典・楠賞全日本アラブ優駿・種牡馬) [8]
- リユーピラー(ワード賞)[9]
- オトワヒメ(のじぎく賞・菊水賞・市川賞)[10]
- グレートライヒ(千鳥賞・船橋記念・種牡馬)[11]
- ウインエイト(白鷺賞・市川賞・種牡馬)[12]
- テルヒサ(鞆の浦賞)[13]
- キタノエルシド(アラブ優駿・種牡馬)[14]
- エールムソウ(スーパーライト記念・名古屋タイムズ杯・中京アラブ三才特別)[15]
- ケイワイホマレ(南関東アラブ三冠・ブルーバードカップ・種牡馬)[16]
- ガマエルシド(菊水賞・市川賞・若葉賞)[17]
- マツノテンザン(岩鷲賞・日高賞・種牡馬)[18]
- テングリピーチ(北関東アラブチャンピオン・ゴールドトロフィー)[19]
- キンカイチフジ(全日本アラブ大賞典・アラブダービー (笠松競馬)・種牡馬)[20]
- エルバード(銀杯)[21]
- グレイトタイヨー(市川賞)[22]
- ロータリーザハレー(タマツバキ記念)[23]
- ビソウエルシド(兵庫大賞典・紫桐杯・種牡馬)[24]

### 主要父系図
Teddy 1913　---→テディ系
｜Asterus 1923
｜｜Dadji 1933
｜｜｜Kesbeth 1943　↓以下アングロアラブ
｜｜｜｜Nithard 1948
｜｜｜｜｜エルシド El Cid 1962
｜｜｜｜｜｜スカレー 1969
｜｜｜｜｜｜｜カザンウンリユウ 1974
｜｜｜｜｜｜｜スイセイガバナー 1974
｜｜｜｜｜｜｜｜ローゼンガバナー 1980
｜｜｜｜｜｜｜｜｜ヘイセイガバナー 1988
｜｜｜｜｜｜｜｜ローレルスポット 1980
｜｜｜｜｜｜｜｜｜ボールドドール 1991
｜｜｜｜｜｜｜｜ドウカンガバナー 1981
｜｜｜｜｜｜｜｜マルセンガバナー 1988
｜｜｜｜｜｜｜アイランドキング 1976
｜｜｜｜｜｜｜キタノトウザイ 1976
｜｜｜｜｜｜｜｜アレツポダツシユ 1981
｜｜｜｜｜｜｜｜ホリマサル 1981
｜｜｜｜｜｜｜｜｜ランドアポロ 1990
｜｜｜｜｜｜｜｜ビクトリートウザイ 1982
｜｜｜｜｜｜｜｜ミスターヨシゼン 1984
｜｜｜｜｜｜｜｜｜ケイエスヨシゼン 1993
｜｜｜｜｜｜｜｜｜ワンダーマーキュリ 1995
｜｜｜｜｜｜｜｜ダイリンザン 1985
｜｜｜｜｜｜｜｜オオヒエイ 1986
｜｜｜｜｜｜｜ダイニハクセキ 1977
｜｜｜｜｜｜｜ミヤシロオー 1979
｜｜｜｜｜｜｜｜ミヤシロキング 1986
｜｜｜｜｜｜｜タイガートウザイ 1980
｜｜｜｜｜｜アーロン 1970
｜｜｜｜｜｜ホクトライデン 1972
｜｜｜｜｜｜｜ホクトイツセイ 1980
｜｜｜｜｜｜｜バンガードライデン 1980
｜｜｜｜｜｜エルエース 1973
｜｜｜｜｜｜シズヒロオー 1973
｜｜｜｜｜｜｜イソナンブ 1982
｜｜｜｜｜｜｜ノムラダイオー 1982
｜｜｜｜｜｜ニツソウエルシド 1973
｜｜｜｜｜｜ガマエルシド 1979
｜｜｜｜｜｜ケイワイホマレ 1979
｜｜｜｜｜｜キンカイチフジ 1981
｜｜｜｜｜｜イナリスター 1984
｜｜｜｜｜｜ビソウエルシド 1985
｜｜｜｜｜｜｜ニホンカイユーノス 1994

## 血統表
| エルシドの血統「アア」表記はアングロアラブ種 「アラ」表記はアラブ種 「*」が付された馬名はシャギア・濠サラ | エルシドの血統「アア」表記はアングロアラブ種 「アラ」表記はアラブ種 「*」が付された馬名はシャギア・濠サラ | エルシドの血統「アア」表記はアングロアラブ種 「アラ」表記はアラブ種 「*」が付された馬名はシャギア・濠サラ | （血統表の出典）    | （血統表の出典）   |
| 父系 | テディ系                                                                                                  | テディ系                                                                                                  | テディ系            |                    |
| 父 アア Nithard 1948                                                                                      | 父の父アア Kesbeth 1943                                                                                   | Dadji 1933                                                                                                | Asterus 1923        | Asterus 1923       |
| 父 アア Nithard 1948                                                                                      | 父の父アア Kesbeth 1943                                                                                   | Dadji 1933                                                                                                | Perle d'Orient 1927 |                    |
| 父 アア Nithard 1948                                                                                      | 父の父アア Kesbeth 1943                                                                                   | アラ Kraina 1932                                                                                          |                     |                    |
| 父 アア Nithard 1948                                                                                      | 父の父アア Kesbeth 1943                                                                                   | |                     |                    |
| 父 アア Nithard 1948                                                                                      | 父の母アア Nitouche 1940                                                                                  | アアLotus VIII 1923                                                                                       | アラ Denouste 1921  | アラ Denouste 1921 |
| 父 アア Nithard 1948                                                                                      | 父の母アア Nitouche 1940                                                                                  | アアLotus VIII 1923                                                                                       | アア Lea 1921       |                    |
| 父 アア Nithard 1948                                                                                      | 父の母アア Nitouche 1940                                                                                  | アア Nausicaa 1932                                                                                        |                     |                    |
| 父 アア Nithard 1948                                                                                      | 父の母アア Nitouche 1940                                                                                  | |                     |                    |
| 母 アア Farida IV 1950                                                                                    | 母の父Elseneur 1943                                                                                       | Nino 1923                                                                                                 | Clarissimus 1913    | Clarissimus 1913   |
| 母 アア Farida IV 1950                                                                                    | 母の父Elseneur 1943                                                                                       | Nino 1923                                                                                                 | Azalee 1906         |                    |
| 母 アア Farida IV 1950                                                                                    | 母の父Elseneur 1943                                                                                       | Ann's Twin 1939                                                                                           | Plassy 1932         | Plassy 1932        |
| 母 アア Farida IV 1950                                                                                    | 母の父Elseneur 1943                                                                                       | Ann's Twin 1939                                                                                           | Slide Along 1929    |                    |
| 母 アア Farida IV 1950                                                                                    | 母の母アア Lady Salmson 1937                                                                              | アラ Alaric V 1929                                                                                        |                     |                    |
| 母 アア Farida IV 1950                                                                                    | 母の母アア Lady Salmson 1937                                                                              | アラ Alaric V 1929                                                                                        |                     |                    |
| 母 アア Farida IV 1950                                                                                    | 母の母アア Lady Salmson 1937                                                                              | Lady of Mercia 1931                                                                                       |                     |                    |
| 母 アア Farida IV 1950                                                                                    | 母の母アア Lady Salmson 1937                                                                              | |                     |                    |
| 母系(F-No.)                                                                                               | (FN:21-a)                                                                                                 | (FN:21-a)                                                                                                 | (FN:21-a)           | [ § 2 ]            |
| 5代内の近親交配                                                                                           | アウトブリード                                                                                            | アウトブリード                                                                                            | アウトブリード      | [ § 3 ]            |
| 出典 | 1. 2. 3.                                                                                                  | 1. 2. 3.                                                                                                  | 1. 2. 3.            | 1. 2. 3.           |

- 母Faridaは14勝。半兄弟のサルタモンテス、ゴアツエンも日本に種牡馬として輸入されている。